# 一条安达鲁狗
《安達魯之犬》（法語：Un Chien Andalou），是一部法国16分钟的无声超现实主义短片，由西班牙导演路易斯·布努埃尔执导，路易斯·布努埃尔与著名艺术家萨尔瓦多·达利共同创作。该片于1928年拍摄，是导演路易斯·布努埃尔的处女作。最初影片于1929年在巴黎有限上映，但是不久就广为流传，连续放映了8个月。该片被认为是超现实主义电影的代表作品。